# Stereo.Pilot
Stereo.Pilot ist eine deutsche Alternative-Metal-Band aus Stuttgart.

## Geschichte
2001 gründeten Kai Hölle, Alex Menichini, Antonio Ieva und Adrian Holowiecki die Band Stereo.Pilot. Ihren Auftritten folgte 2003 ein Plattenvertrag mit MSG-Records. 2005 verließ Adrian Holowiecki die Band und Krisz Weinzierl übernahm den freien Platz an der Gitarre. Dieser hat die Band nach einer Tour und zwei CDs im Jahre 2008 wieder verlassen und wurde übergangsweise ersetzt. Gründungsmitglied Antonio Ieva verließ die Band dann 2009 in Richtung der Power-Metal-Band Brainstorm. 2009 bzw. 2010 kamen die beiden neuen Mitglieder Alex Adler (Bass) und Heiko Krahl (Gitarre) in die Band. 2011 wurde dann der Bass mit Ralf Botzenhart neu besetzt.
2007 belegte Stereo.Pilot mit ihrem Album Crash To Come zeitweise bis zu Platz 8 der Deutschen Alternative- und Trendcharts.
Im gleichen Jahr war sie neben Vader und Ensiferum auf dem Sundown-Festival in Abtsgmünd sowie beim Festival „Der Süden bebt“ in Bad Tölz, wo sie als Headliner neben Liquido und Scorefor auftraten, gebucht worden.

## Diskografie

### Alben
- 2003: Blackbox 1.0
- 2007: Crash to Come (Modern Noise)
- 2016: Gravity

### EPs
- 2005: stereo.pilot

### Videos
- 2005: Room for One More
- 2010: Rise and Shine
- 2016: Ember Song
- 2016: Hollow (Live)